# Rosie (1998)
Rosie is een Vlaamse langspeelfilm van Patrice Toye uit 1998. De dramafilm waarvoor ze eveneens het scenario schreef was haar debuutfilm als regisseur. In de hoofdrollen Aranka Coppens, Sara De Roo, Dirk Roofthooft en Joost Wynant.

## Verhaallijn
Rosie heeft een goede en intense relatie met haar moeder Irene, voor de buitenwereld haar oudere zus, maar zoals ze zelf weet in werkelijkheid haar moeder. Maar Rosie moet omgaan met de complicaties in hun dysfunctionele familie en de complicaties die de mannen in het leven van haar moeder veroorzaken, hun broer/oom Michel en Irenes nieuwe vriend Bernard. Daarom vlucht ze weg in een droomwereld waar ze een imaginaire vriend, Jimmy tegenkomt.

## Rolverdeling
| Acteur               | Personage                    |
| -------------------- | ---------------------------- |
| Aranka Coppens       | Rosie                        |
| Sara De Roo          | Irene                        |
| Dirk Roofthooft      | Bernard Vermarcke            |
| Joost Wynant         | Jimmy                        |
| Frank Vercruyssen    | Michel                       |
| Mieke De Groote      | directrice van de instelling |
| Adriaan Van den Hoof | Tony                         |
| Kyoko Scholiers      | Arlette                      |
| Rilke Eyckermans     | Regina                       |
| Tine Embrechts       | passante                     |

## Productie
Richard Van Oosterhout was director of photography, de montage gebeurde door Ludo Troch. Veel opnames gebeurden in de Antwerpse wijk Luchtbal.

## Erkenning en prijzen
Bij de Joseph Plateauprijzen won Rosie de prijs van Beste Belgische film, Patrice Toye de prijs van Beste Belgische regisseur en de dertien jaar oude hoofdrolspeelster Aranka Coppens de prijs van Beste Belgische actrice. De film won ook de André Cavensprijs van de Unie van de filmkritiek. De film werd geselecteerd als Belgische inzending voor de Oscar voor beste niet-Engelstalige film 1998 maar werd niet geselecteerd als een van de vijf kandidaten voor de 71ste Oscaruitreiking.